# Calmont (Aveyron)
 Calmont  (en occitano Caumont de Plancatge) es una población y comuna francesa, situada en la región de Mediodía-Pirineos, departamento de Aveyron, en el distrito de Rodez y cantón de Cassagnes-Bégonhès.

## Demografía
| 1225 | 1163 | 1116 | 1224 | 1437 | 1582 |
| Para los censos de 1962 a 1999 la población legal corresponde a la población sin duplicidades (Fuente: INSEE [Consultar]) |      |      |      |      |      |